# ルート・ミレス
ルート・ミレス（Ruth Milles 、フランスで改姓する前の名は Ruth Anna Maria Andersson、1873年4月19日 - 1941年2月11日）は、スウェーデンの彫刻家、著述家である。人物像やレリーフを制作した。彫刻家、カール・ミレスの姉である。

## 略歴
スウェーデン、ストックホルム近郊の Vallentunaで生まれた。父親は蒸留酒（ブレンヴィーン）の醸造所の主任検査官で、姓はアンデションといったが 、ルート・ミレスらはパリで活動するようになった後、父親の通称のミレスを姓として用いるようになった 。弟に彫刻家になったカール・ミレス(1875-1955)と、母親が2人目の弟の出産後に亡くなり、父親の再婚後に生まれた異母弟に建築家のエヴェルト・ミレス(Evert Milles: 1885–1960)がいる 。
1892年から1893年の間、後に「コンストファック」となるストックホルムの工芸学校(Tekniska Skolan) で学んだ後、1894年から1898年の間、スウェーデン王立美術院で学んだ。
1893年に弟のカール・ミレスがパリに移り彫刻家としての修行をするようになった約1年後の1894年にルート・ミレスもパリに移り、アカデミー・コラロッシやパリ国立高等美術学校で学び、パリを拠点にフランス各地やドイツを訪れた。パリで弟と共同生活を行い、小さなブロンズ像を制作販売する工房を作り、ルート・ミレスが原型を作った子供やおとぎ話のキャラクターの小ブロンズ像を制作した。
夏はブルターニュの漁村サン＝ブリアック＝シュル＝メール(Saint-Briac-sur-Mer)で、漁師の生活をスケッチして過ごした。1902年にパリの展覧会で入賞した。1903年に結核の兆候が表れスウェーデンに帰国し、ウップランドのリディンゲ(Lidingö)に移った 。リディンゲにスタジオを開き、カール・ミレスと1905年に結婚した画家のオルガ・ミレスとスタジオを共有した。、
ストックホルムの王立演劇劇場(Kungliga Dramatiska Teatern) から歌手のジェニー・リンドや俳優のゲオルク・ダールクヴィスト(Georg Dahlqvist)のメダリオンや胸像の制作といった仕事を含む多くの注文を受けるようになった。国外のセントルイス、ブエノスアイレスの展覧会に参加し、ローマやサンフランシスコ万国博覧会、デンマークのシャルロッテンボー宮殿の春の定期展覧会やスウェーデンの国内展覧会などに出展した。健康状態が悪化すると彫刻の制作を止め、絵画を描くようになり、その後著作や、書籍の挿絵の仕事をした。
1932年にローマに移住し、健康状態はさらに悪化し、壊疽により片足を切断しなければならなかった。1941年にローマで亡くなった。

## 作品

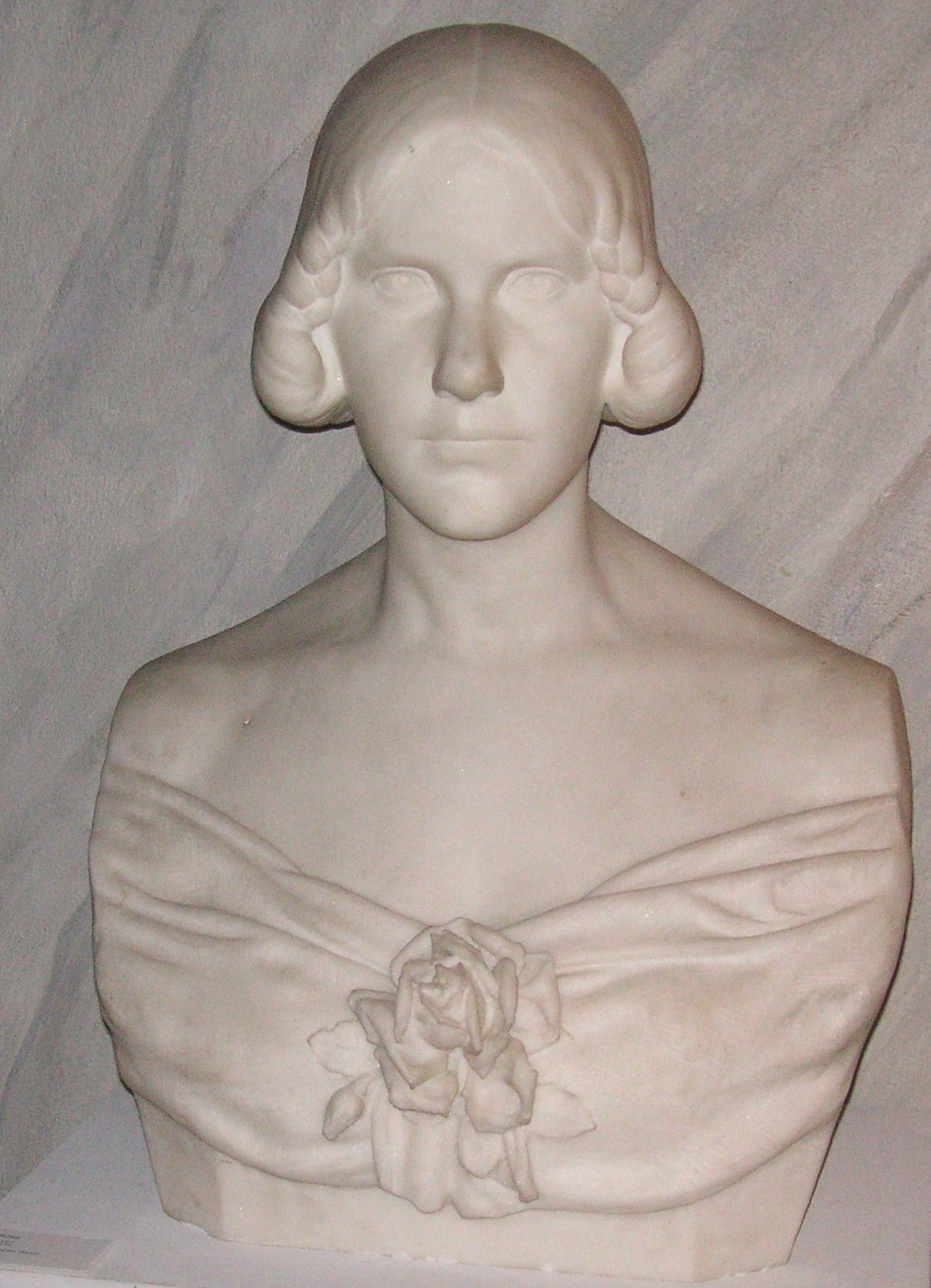
ジェニー・リンドの胸像
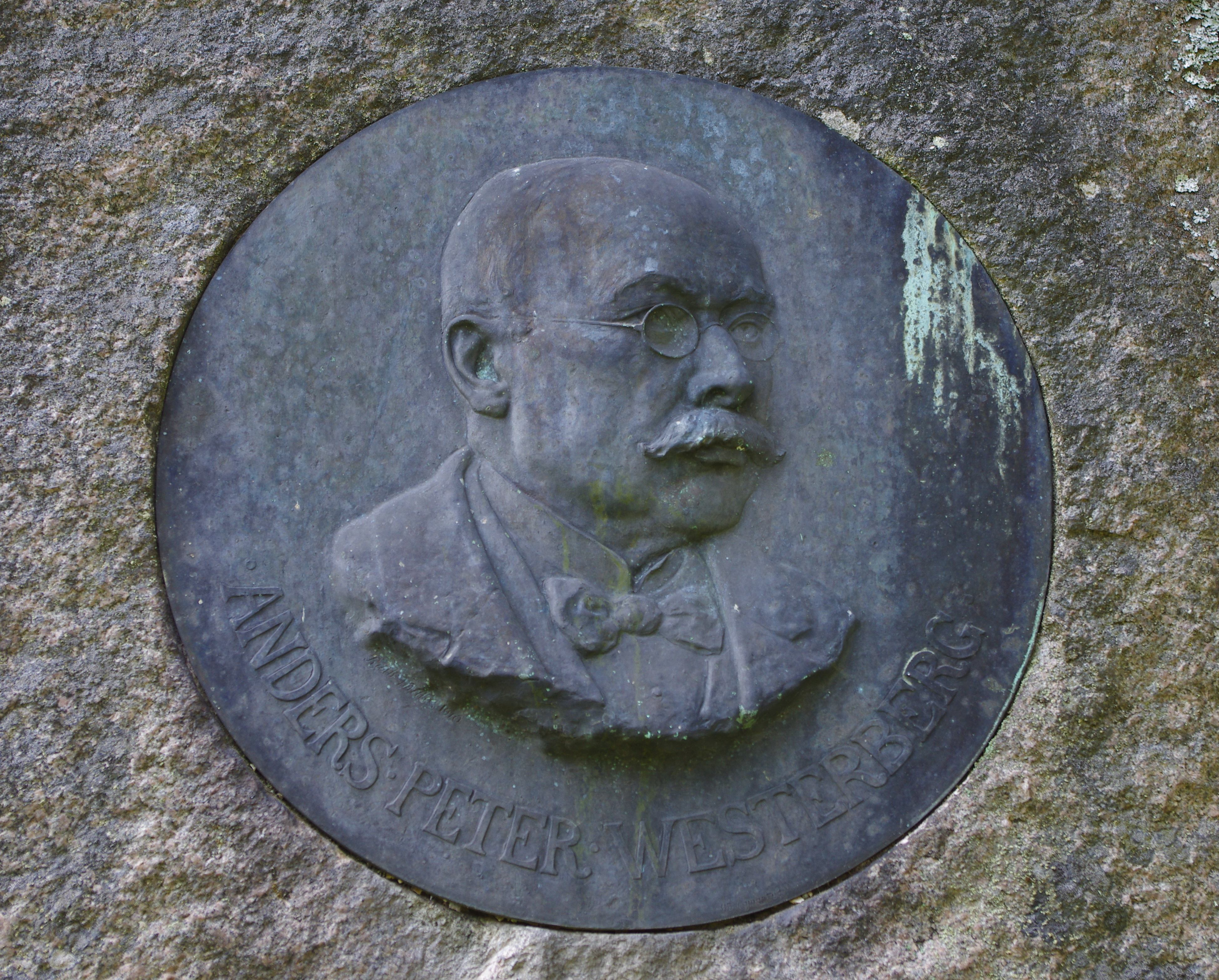
Anders Peter Westerberg(政治家)
花売りの少女